# سوگ

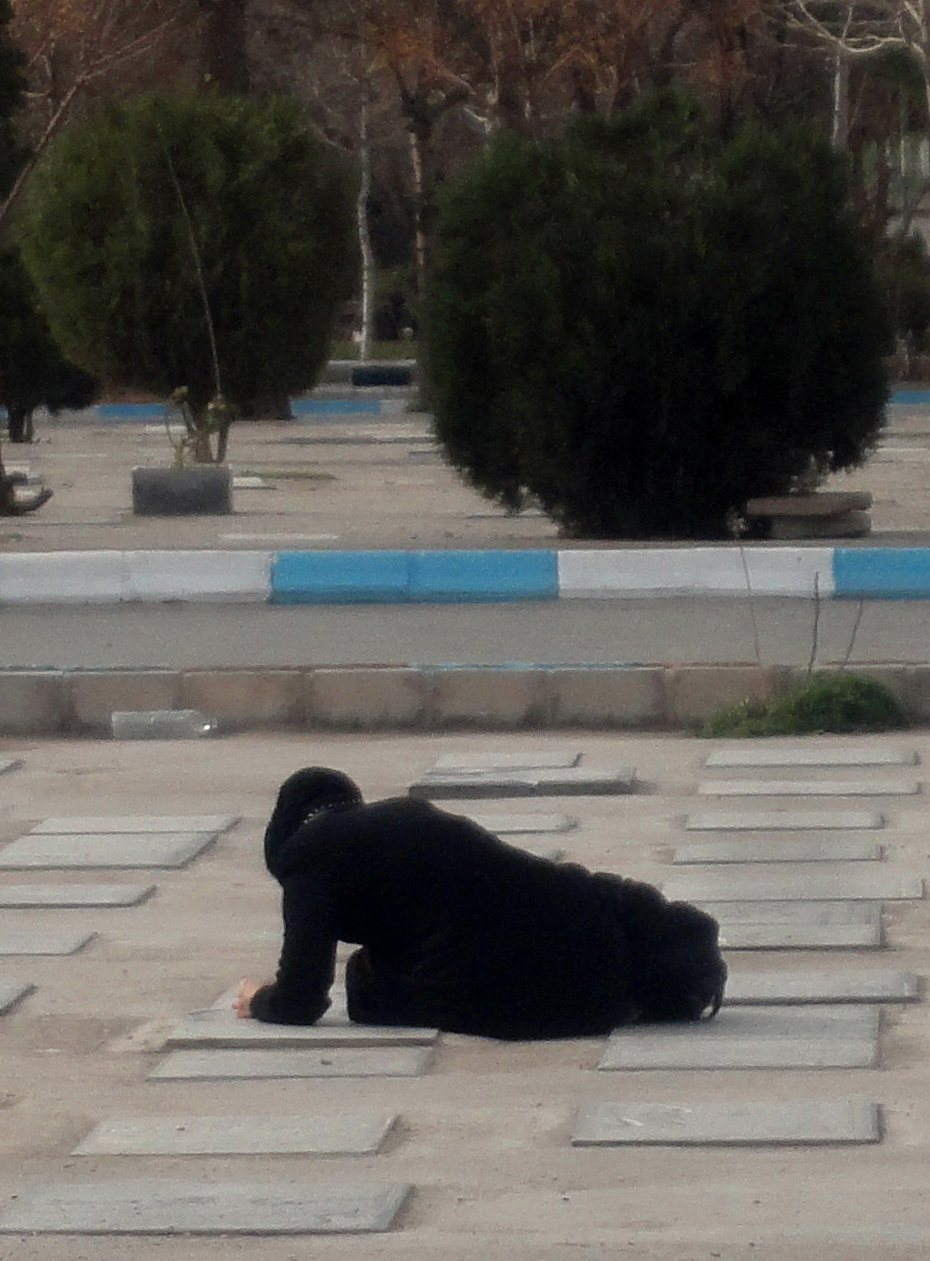
یک سوگوار تنها در گورستان فضل

سوگ پاسخ و عکس‌العملی به از دست دادن فرد یا چیزی که متعلق به یک شخص یا گروه خاص است خطاب می‌شود.
عوارض سوگ ممکن است به از دست دادن تمرکز یا مشکلات جسمی باشد که ابعاد عاطفی، رفتاری، فلسفی یا اجتماعی دارد. سوگ یکی از عوامل ایجاد غم نیز می‌باشد.
گریه از بخش‌های طبیعی سوگ است که نتیجه تحریک عواطف است و اگر بیش از اندازه باشد موجب مشکلات جسمی و روحی می‌شود.
سوگواری در کشورهای مختلف بر اساس آداب و سنت‌های مردمان آن‌ها متفاوت است. 
سوگ از سوختن می‌آید. 
سوگوار /sōgˈvār/: سخت اندوهگین، عزادار، ماتم‌زده، مویَه‌گر. صفت سوگ (اندوه بسیار) + وار (پسوند، گونهٔ دیگری از بار؛ نگ. ـ وار). سوگ از ریشهٔ suč ”سوز“ اوستایی است، فریدون جنیدی درباره واژه سوگوار می‌نویسد «بار بر سوز و درد، کسی که بر توده‌ای از آتش نشسته باشد». 